# Сайкс, Джордж
Джордж Сайкс (англ. George Sykes; 9 октября 1822 — 8 февраля 1880) — кадровый офицер американской армии и генерал армии Союза во время гражданской войны в США.

## Ранние годы
Сайкс родился в Довере, штат Делавэр. Он был внуком Джеймса Сайкса, известного врача и губернатора Делавэра в 1801—1802 годах. В 1828 году он поступил в военную академию Вест-Пойнт, где жил в одной комнате с Дэниелем Хиллом. Хилл, который сильно недолюбливал северян, писал впоследствии, что это был «человек, который восхищал своей честностью, храбростью и откровенностью, а меня особенно покорил своими манерами (social qualities)».
Сайкс окончил академию 39-м по успеваемости в классе 1842 года. Он был определен в 3-й пехотный полк во временном звании второго лейтенанта. Участвовал в мексиканской войне и в семинольских войнах. 21 сентября 1846 года получил звание первого лейтенанта. За действия в сражении при Серо-Гордо был временно повышен до капитана. Служил в гарнизонах различных фортов, участвовал в войне с апачами. 30 сентября 1855 года получил постоянное звание капитана. 14 мая 1861 года стал майором 14-го пехотного полка.

## Гражданская война

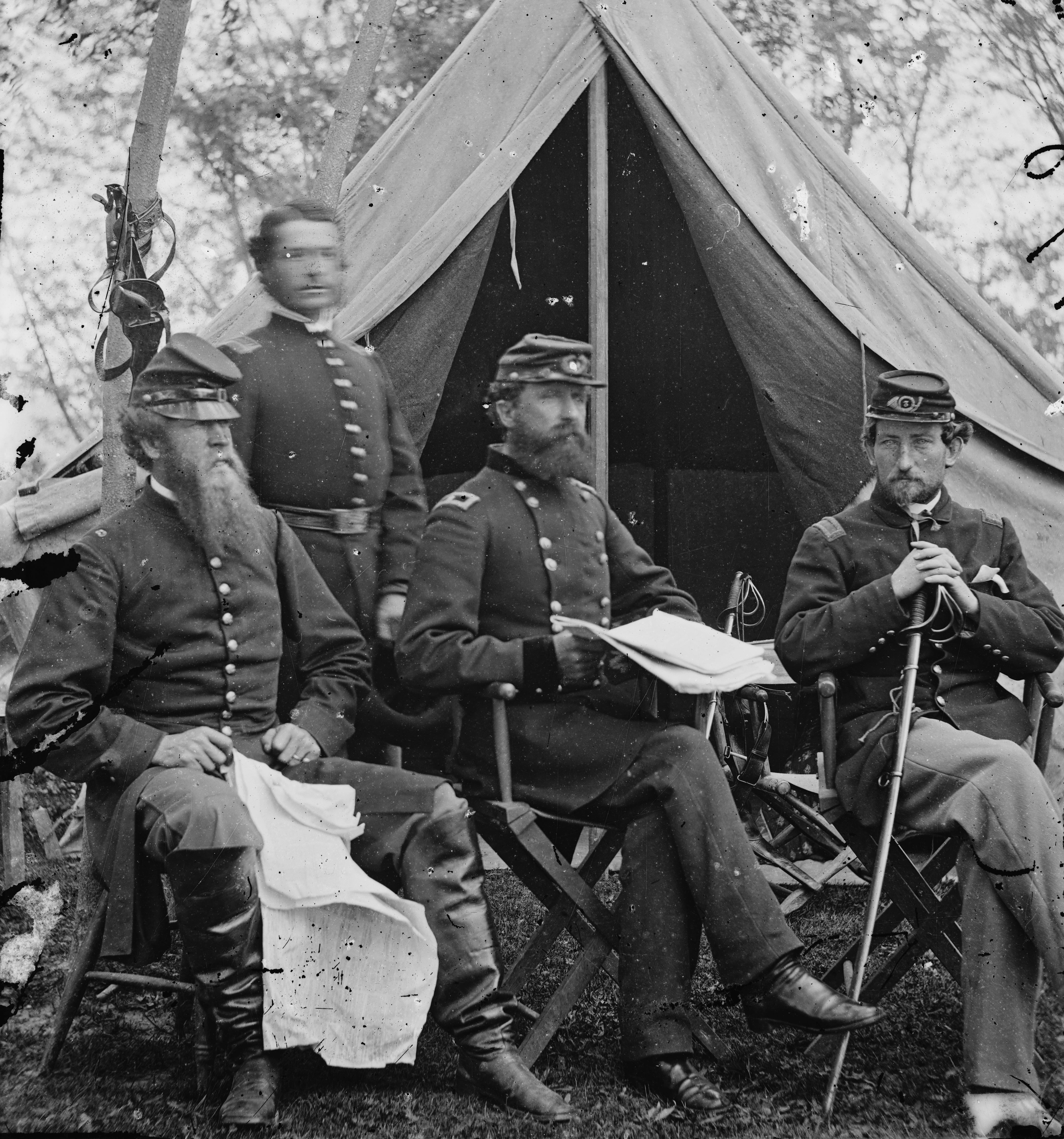
Генерал Сайкс и его штаб

В начале войны Сайкс принял участие в Первом сражении при Бул-Ране, где командовал батальоном регулярной пехоты размером в 8 рот — это была единственная регулярная часть на поле боя. Позже он командовал регулярными частями под Вашингтоном, и 28 сентября 1861 года получил звание бригадного генерала добровольческой армии. Весной 1862 года он командовал 2-й дивизией V-го корпуса Потомакской армии, которая так же была регулярной и иногда упоминается как «Регуляры Сайкса». Дивизия участвовала в сражении при Йорктауне, сражении при Гэинс-Милл и особо отличилась в сражении при Малверн-Хилл. 27 июня 1862 года Сайкс получил временное звание полковника регулярной армии за Малверн-Хилл.
После полуострова дивизия вместе со всем корпусом была направлена на усиление Вирджинской армии генерала Поупа. На тот момент она имела следующий состав:
- Бригада Роберта Бьюкенена[англ.]
- Бригада Вильяма Чапмана
- Бригада Говернора Уоррена
- 3 артиллерийские батареи

Этой дивизией Сайкс командовал во втором сражении при Бул-Ране. 30 августа генерал Портер предпринял атаку правого крыла корпуса Джексона, имея дивизию Сайкса в резерве, и он так и не решился ввести её в бой. В тот же день дивизия попала под фланговый удар Северовирджинской армии и понесла серьёзные потери.
В сентябре 1862 года, во время сражения при Энтитеме, дивизия снова осталась в резерве. 29 ноября 1862 года Сакс стал генерал-майором добровольческой армии.
Под Фредериксбергом её так же не вводили в бой. В мае 1863, во время сражения при Чанселорсвилле, дивизия шла в авангарде обходного марша в тыл Северовирджинской армии и первая вошла в соприкосновение с противником (дивизией Маклоуза). После первых боев командование отвело дивизию в тыл и не использовало её до конца сражения.
28 июня 1863 года командир V корпуса, Джордж Мид, стал командиром Потомакской армии и передал свой корпус Сайксу. Дивизию Сайкс передал одному из своих подчинённых генералов — Ромейну Эйрсу. На тот момент корпус (10 997 человек) состоял из трёх дивизий:
- Дивизия Чарльза Гриффина (до 3 июля его замещал Джеймс Бернс)
- Дивизия Ромейна Эйрса
- Дивизия Самуэля Кроуфорда

(По другим данным, корпус насчитывал 12 072 человек при 26 орудиях)

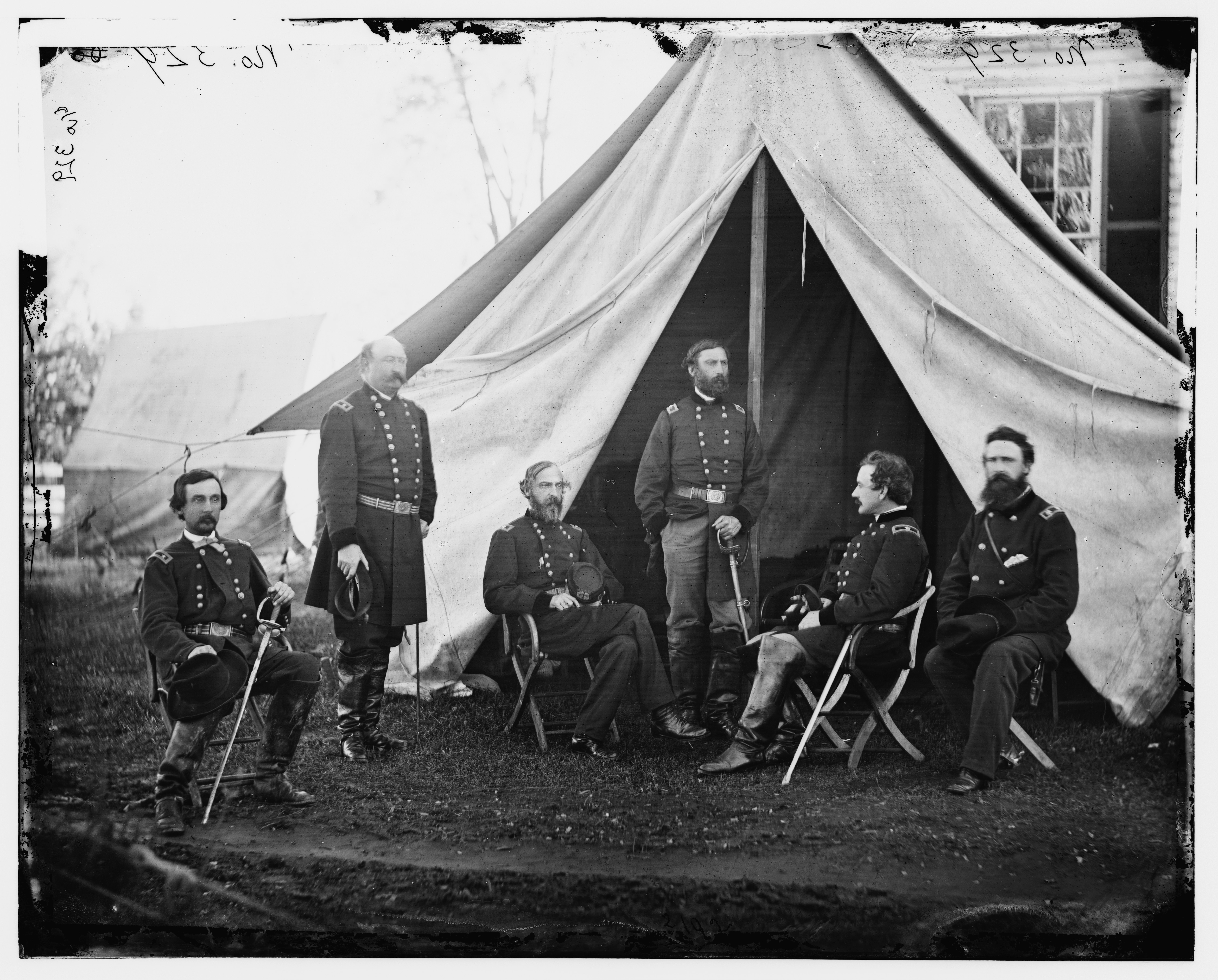
Командиры Потомакской армии:, Уоррен, Френч, Мид, Хант, Хемфрейз, и Сайкс (справа) (сентябрь 1863)

29 июня Сайкс отправил корпус в «долгий, быстрый и утомительный марш» от Фредерика через Либерти и Гановер на Геттисберг. Утром 1 июля его корпус вышел из Юнион-Миллс и к вечеру прибыл в Гановер. Там, в 19:00 Сакс получил приказ Мида — спешить к Гетисбергу, до которого оставалось 12 миль. Сайкс послал корпус в утомительный ночной марш и, пройдя 7 миль, сделал остановку у Боннаутауна, в 5 милях от Геттисберга.
Он прибыл на поле боя при Геттисберге только 2 июля в 08:00, но перешел Рок-Крик только в 11:00. В 15:00 Мид вызвал Сайкса к себе, и во время их разговора как раз началась атака южан на левый фланг Потомакской армии. Мид велел Сайксу отправить туда свой корпус и удерживать фланг «любой ценой». Первой пришла на поле боя дивизия Бернса, одну бригаду которой (Винсента) сразу перебросили на защиту высоты Литл-Раунд-Топ. Сайкс обнаружил разрыв между бригадами Дэвида Бирни, и закрыл его остальными двумя бригадами дивизии Бернса — Швейцера и Тилтона.   Эти две бригады вскоре были разбиты и отступили, но на поле боя успела подойти дивизия Ромейна Эйрса. К концу дня III корпус был разбит, но корпус Сайкса удержал позиции, а на помощь ему уже подходил VI корпус Седжвика. 4 июля противник ушёл, а 5 июля Сакс начал наступление на Уильямсберг.
16 октября 1863 года Сайксу присвоили звание подполковника регулярной армии.
Последним сражением в карьере Сайкса стало сражение при Майн-Ран осенью 1863 года. Мид был разочарован его способностями и они с Грантом решили, что Сайксу не стоит участвовать в грядущей Оверлендской кампании. Весной 1864 года армия была реорганизована, Сайкс был снят с должности командира корпуса и послан в Канзас. 13 марта 1865 года ему было присвоено временное звание бригадного генерала регулярной армии за храбрость при Геттисберге.

## Послевоенная деятельность
15 января 1866 года Сайкс уволился из рядов добровольческой армии. Он остался в регулярной армии в звании подполковника, служил в 5-м пехотном полку и позже — в 20-м. Командовал различными частями в Миннесоте и Техасе и умер в возрасте 57 лет в форте Браун (Техас). был похоронен на кладбище Вест-Пойнта. Конгресс выделил 1000 долларов на перенесение его останков из Техаса в Вест-Пойнт.
Один из офицеров армии впоследствии писал, что Сайкс «был в душе только солдат — настолько, что ничего не знал о политике и даже не интересовался. Его безразличие ко всем гражданским делам всегда удивляло тех гражданских, которым случалось служить вместе с ним».
Генерал Джордж Макклелан, знакомый с Сайксом ещё с академии, сказал: «Как джентльмен он был честен и безупречен, и вызывал симпатию всех, кому повезло иметь с ним дело. Его карьере солдата позавидовали бы многие. Когда он стал генералом ему повезло командовать регулярными частями Потомакской армии, и я думаю, нет лучшей похвалы, чем признать, что он оказался действительно достоин этой чести».